# Lepidocephalus spectrum
Lepidocephalus spectrum är en fiskart som beskrevs av Roberts, 1989. Lepidocephalus spectrum ingår i släktet Lepidocephalus och familjen nissögefiskar. Inga underarter finns listade i Catalogue of Life.